# Vigneulles-lès-Hattonchâtel
Vigneulles-lès-Hattonchâtel – miejscowość i gmina we Francji, w regionie Grand Est, w departamencie Moza.
Według danych na rok 1990 gminę zamieszkiwało 1355 osób, a gęstość zaludnienia wynosiła 22 osób/km² (wśród 2335 gmin Lotaryngii Vigneulles-lès-Hattonchâtel plasuje się na 293. miejscu pod względem liczby ludności, natomiast pod względem powierzchni na miejscu 3.).